# Sint-Gillisvoorplein

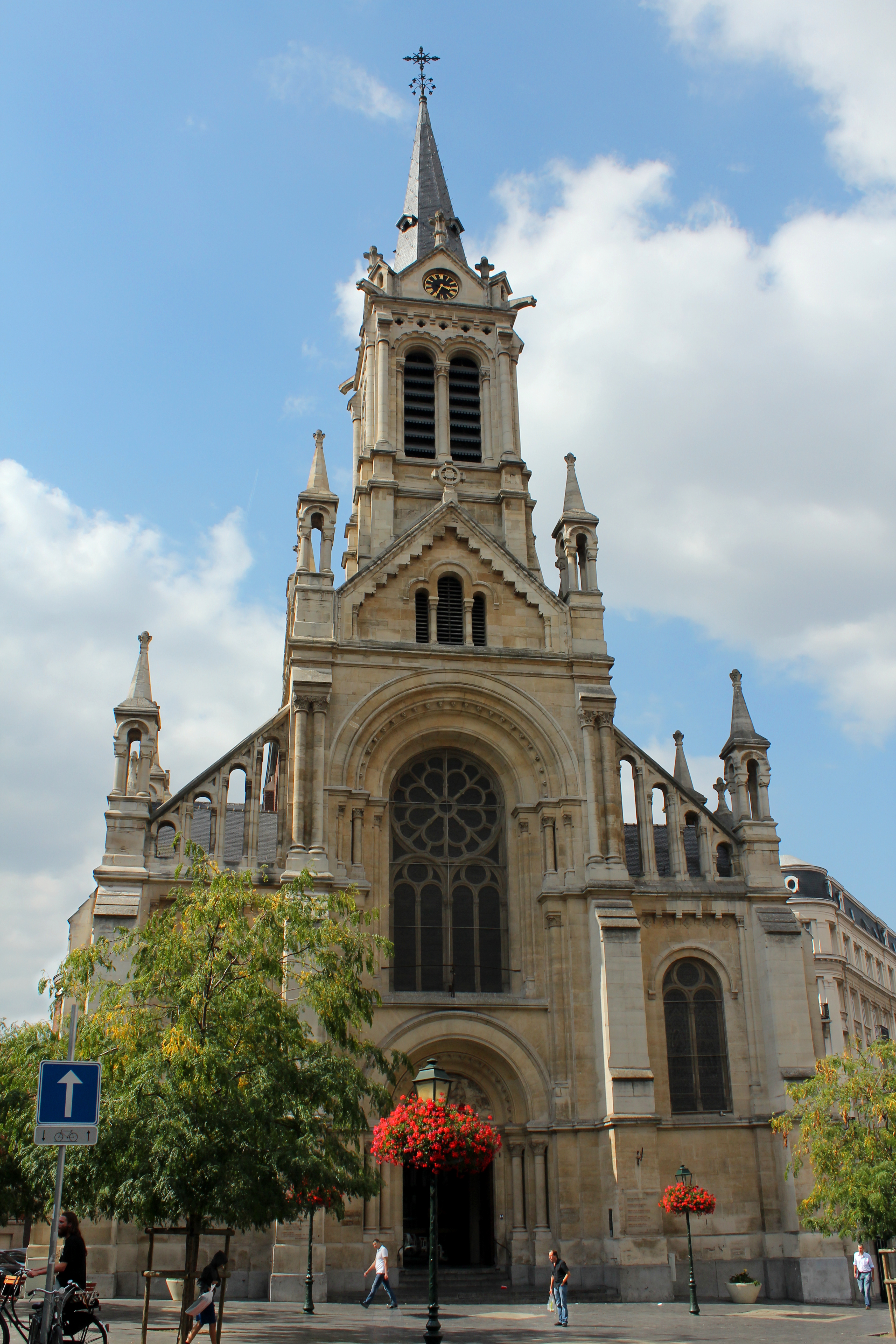
Aan de westzijde wordt het plein afgesloten door de Sint-Gilliskerk.

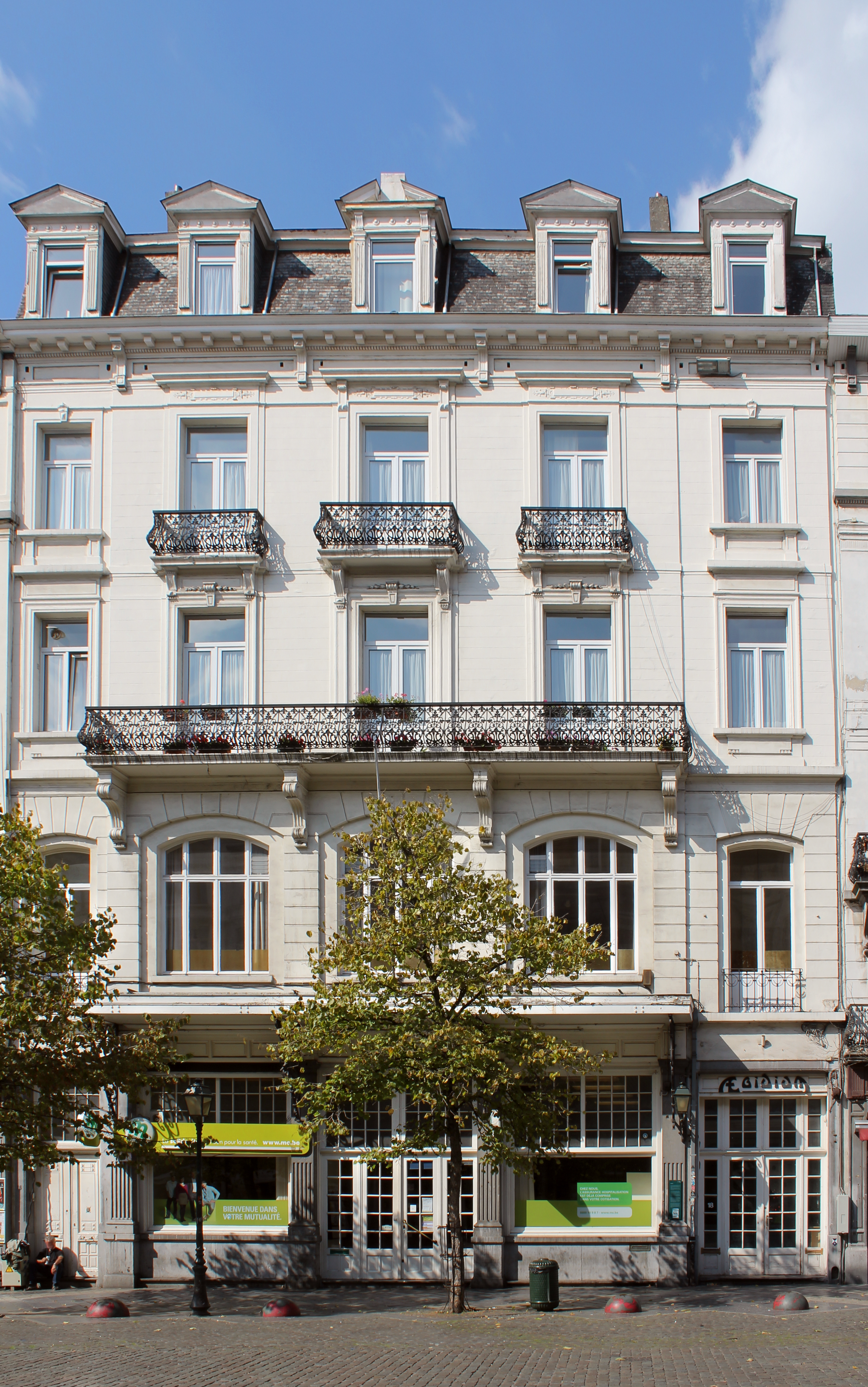
Een typische neoklassieke gevel op het plein is die van het Aegidium.

Het Sint-Gillisvoorplein (Frans: Parvis de Saint-Gilles) is het historische hart van de Brusselse gemeente Sint-Gillis. De markt die er dagelijks wordt gehouden gaat terug tot 1864. Aan het autovrije plein huizen vooral horecazaken.

## Geschiedenis
In de 19e eeuw deinde Brussel uit voorbij de gesloopte stadsmuren en slorpte het dorpse Sint-Gillis op. De kerk werd door een nieuwe vervangen (1862-1878) en ernaast kwam het gemeentehuis (1864), beiden ontworpen door Victor Besme. De open ruimte tussen deze gebouwen en de Waterloosesteenweg kreeg de naam Gemeenteplein, vanaf 1872 Voorplein. Met de eeuwwisseling besliste men het plein uit te breiden in oostelijke richting door een stuk van de Jourdanstraat in te nemen en aanpalende gebouwen te slopen: dorpshuizen, enkele fabrieken (Émailleries Bruxelloises, Trémouroux) en een oud café (À la Cour Royale).
Het plan van gemeentearchitect Edmond Quétin werd goedgekeurd door de nationale regering. Zijn twee zacht gebogen, naar elkaar toelopende lijnen gaven het plein een elegante vorm. De bebouwing gebeurde in de jaren 1902-05 en bestond voornamelijk uit opbrengsthuizen met een uniforme hoogte van een viertal verdiepingen. De meeste gebouwen zijn van de hand van de architecten Guillaume Segers, Hubert De Kock en Jean-Joseph De Wit. Aan de noordzijde gebruikten ze vaak een eclectische stijl en aan de zuidzijde een neoklassieke. Uitzondering is het uit 1905 daterende Volkshuis in neo-Vlaamse renaissance (waar in 1914 Lenin over de vloer kwam).
In 2013 werd het plein autovrij. Een heraanleg volgde in 2017-18.

## Voetnoten
1. ↑  Koninklijk besluit van 25 augustus 1900